# Ryo Utsugi
Ryo Utsugi (宇津木 涼?, Utsugi Ryō) è il protagonista dell'anime e manga Mao Dante di Gō Nagai, nonché del remake Mao Dante-Nuova serie. È l'alter ego di Dante, il Campione dei Demoni, un tempo cittadino di Sodoma.

## Aspetto

### Umano
Nel suo aspetto umano Ryo è fisicamente molto simile ad Akira Fudo di Devilman. Si tratta di un ragazzo alto e atletico, abbastanza muscoloso, con occhi castani, folti capelli verdi e sopracciglia piuttosto voluminose.

### Dante
Quando si trasforma, Ryo diviene un essere mostruoso noto come Dante. In tale forma è un demone nero, longilineo ma allo stesso tempo muscoloso, con occhi gialli, denti acuminati e una corona di corna cui si aggiungono altre due corna molto più lunghe. Ha una lunga coda a tre punte, due ali da pipistrello e gambe simili a quelle di un uccello.

## Storia

### L'era antica
Dante era in origine Giuda Iscariota, l'apostolo che tradì Gesù. Dopo la sua morte finì all'inferno dove, dopo aver ucciso molto suoi avversari, venne scelto come campione trasformandosi dunque in un demone. In seguito venne scelto da Satana per essere l'avversario di Dio durante l'apocalisse e per preservare la sua forza decide di farsi richiudere in un luogo chiamato Inferno di Ghiaccio una prigione formata da ghiaccio rovente (nell'anime la prigione non ha un nome e viene semplicemente detto che il  dell'Himalaya è talmente freddo che nemmeno il fuoco infernale può scioglierlo). Dante incontra poi Ryo e lo supplica di liberarlo per poi farsi aiutare da lui nella sua crociata contro Dio.

### L'era moderna
Ryo è un ragazzo come tanti che vive una vita tranquilla assieme alla sua famiglia. Tuttavia quando sua sorella Saeko viene rapita e portata sull'Himalaya per essere sacrificata, Ryo decide di andare a salvarla ma cade in un crepaccio dove incontra Dante il quale gli dice che lo aiuterà a salvare la sorella in cambio della libertà. Il ragazzo lo libera e il campione dell'inferno entra nel suo corpo donandogli forze sufficienti per salvare Saeko. Dopo ciò decide di vivere assieme a Ryo e gli chiede di non rivelare mai la sua nuova doppia natura.